# José Oriol Mestres
José Oriol Mestres y Esplugas (Barcelona 1815-1895) fue un arquitecto español.

## Biografía
Nació en 1815 en Barcelona. De familia de arquitectos, estudió en la escuela de la Lonja de Barcelona, trasladándose a Madrid en 1841, donde terminó sus estudios en la Escuela de Arquitectura.
Entre sus obras cabe destacar la realización del primer edificio del Ensanche barcelonés, cuya primera piedra la puso Isabel II en el año 1860, la casa fue encargada por Manuel Gibert en el año 1861. En 1867 construyó una torre para abastecimiento de agua potable también para dicho distrito, quedando emplazada en el interior de una de las manzanas, conociéndose en la actualidad como los Jardines de la Torre de les Aigües.
Autor junto con Miquel Garriga i Roca del Gran Teatro del Liceo en 1848, a raíz del incendio que sufrió en 1861 se encargó también de su reconstrucción.
En 1853 proyectó el jardín de los Campos Elíseos, en el paseo de Gracia de Barcelona.
Realizó en Barcelona, el monumento a Antonio López y López, en estilo neogótico, el autor de la escultura fue el artista Venancio Vallmitjana se inauguró en el año 1884.
Fue nombrado arquitecto de la catedral de Barcelona en 1855, realizando los planos completos del templo y gracias a la donación del empresario Manuel Girona y Agrafel, se encargó de la realización de la fachada neogótica, siguiendo las trazas hechas por el maestro Carlí en 1408.
Dejó escritas unas monografías sobre la catedral y sobre el monasterio de Pedralbes.
|  |  |

Fue padre de Apeles y Arístides Mestres.

## Fondo personal
El conjunto de documentos incluidos en el Fondo personal de Josep Oriol Mestres depositado en el Archivo Histórico de la Ciudad de Barcelona, en realidad no está directamente relacionado con la familia Mestres. A pesar de formar parte del legado de Josep Oriol Mestres, posiblemente es fruto de una afición personal por el coleccionismo y, como resultado de ésta, ha acabado formando parte de su patrimonio documental.
El interés por esta documentación puede ser diverso, pero uno a destacar es que muchas de las personas citadas en la documentación, ellas mismas o sus familias, jugaron papeles de cierta relevancia en la vida de la ciudad, interviniendo en política, en el mundo de la cultura, del comercio o la industria. Nombres como los de la familia Llançà o Mora aparecen en documentos de este Fondo personal.